# 爱德华·格林奈森
爱德华·格林奈森(Eduard Grüneisen)(1877年5月26日 - 1949年4月5日)德国物理学家；以其姓名共同命名的方程：米-格林奈森状态方程。
格林奈森生于吉比琛斯堔。
格林奈森参数以其名字命名。
自1929年起，他与马克斯·普朗克一起任物理年鉴的编辑。
格林奈森卒于马尔堡。